# Synalpheus quinquedens
Synalpheus quinquedens is een garnalensoort uit de familie van de Alpheidae. De wetenschappelijke naam van de soort is voor het eerst geldig gepubliceerd in 1921 door Tattersall.